# Xã Bridge Creek, Quận Ouachita, Arkansas
Xã Bridge Creek (tiếng Anh: Bridge Creek Township) là một xã thuộc quận Ouachita, tiểu bang Arkansas, Hoa Kỳ. Năm 2010, dân số của xã này là 639 người.